# Câu lạc bộ bóng đá Hồng Lĩnh Hà Tĩnh
Câu lạc bộ bóng đá Hồng Lĩnh Hà Tĩnh (tiếng Anh: Hong Linh Ha Tinh Footbal Club) là một câu lạc bộ bóng đá chuyên nghiệp có trụ sở tại tỉnh Hà Tĩnh hiện đang thi đấu tại V.League 1 (người Hà Tĩnh gọi là Hồng Lịnh Hà Tịnh là niềm tự hào của con ngài Hà Tịnh)

## Lịch sử
Năm 2019, nhằm mục tiêu tiếp nối truyền thống bóng đá Hà Tĩnh trước đó thường chơi tại giải hạng nhì quốc gia, Công ty Cổ phần Bóng đá Hồng Lĩnh Hà Tĩnh đã mua lại câu lạc bộ bóng đá Hà Nội B và chuyển về sân vận động Hà Tĩnh (tại phường Thành Sen, tỉnh Hà Tĩnh). Ngày 12 tháng 1 năm 2019, câu lạc bộ bóng đá Hồng Lĩnh Hà Tĩnh ra mắt khán giả trong tỉnh nói riêng và người hâm mộ cả nước nói chung, dưới sự điều hành của Nguyễn Tiến Dũng (chủ tịch) và Phạm Minh Đức là huấn luyện viên trưởng của câu lạc bộ.
Hồng Lĩnh Hà Tĩnh đang đặt trụ sở tại trung tâm thi đấu thể dục thể thao Hà Tĩnh (Số 22, đường 26/3, phường Thành Sen, tỉnh Hà Tĩnh). Được tỉnh nhà Hà Tĩnh hỗ trợ nên câu lạc bộ có thêm sân vận động chuẩn FIFA làm địa bàn đóng quân và tập luyện. Hồng Lĩnh Hà Tĩnh được hứa hẹn "sẽ tạo cho khán giả trong và ngoài tỉnh một hình ảnh câu lạc bộ vững mạnh và phát triển tạo nên đẳng cấp hơn".
Giai đoạn 2019–2020, câu lạc bộ đã có nhiều nỗ lực và đạt được những kết quả đáng ghi nhận: Vô địch giải hạng Nhất quốc gia năm 2019, giành quyền thi đấu tại V.League 1 2020; lọt vào top 8 đội mạnh nhất tại V.League 2020. Khi V.League 2021 phải dừng lại giữa chừng do đại dịch COVID-19, câu lạc bộ tạm xếp thứ 10/14 sau 12 vòng đấu.
Ngày 29 tháng 12 năm 2021, Công ty cổ phần Bóng đá Hồng Lĩnh Hà Tĩnh đã ký kết chuyển nhượng cổ phần câu lạc bộ Hồng Lĩnh Hà Tĩnh và bàn giao quyền điều hành, quản lý đội bóng cho Công ty cổ phần Tập đoàn Hoành Sơn, dưới sự điều hành của Trần Quang Thưởng (hiện là chủ tịch).
Mùa 2024/25, đội không để thua trận nào trong 13 trận lượt đi.

## Sân vận động
Sân vận động tỉnh Hà Tĩnh nằm trong khuôn viên khu liên hợp thể thao của Trung tâm Thể dục - Thể thao Hà Tĩnh ở phường Thành Sen, tỉnh Hà Tĩnh. Công trình được khởi công và hoàn thành vào đầu những năm 90 của thế kỷ 20 với sức chứa hơn 15.000 khán giả. Tuy nhiên, cho đến năm 2019, cơ sở vật chất sân đã xuống cấp trầm trọng.
Nhằm đảm bảo điều kiện thi đấu cho Hồng Lĩnh Hà Tĩnh, UBND tỉnh đã cho phép câu lạc bộ sử dụng sân vận động tỉnh làm sân nhà tập luyện và thi đấu, cũng như đồng ý chủ trương sửa chữa, cải tạo, nâng cấp sân vận động. Sau khi nâng cấp, SVĐ Hà Tĩnh sẽ có 4 giàn đèn, mặt cỏ hiện đại, sức chứa 15.000 chỗ ngồi.

## Biểu trưng và trang phục thi đấu

Biểu trưng của Câu lạc bộ từ năm 2020

| Giai đoạn | Hãng trang phục | Nhà tài trợ in lên áo |
| --------- | --------------- | --------------------- |
| 2019      | không có        | không có              |
| 2020      | Kelme           | không có              |
| 2021      | Kelme           | Caslaquartz           |
| 2022      | Grand Sport     | Bia Nghệ Tĩnh         |
| 2023-nay  | Grand Sport     | Bia Sao Vàng          |

| Áo đấu sân nhà | Áo đấu sân nhà | Áo đấu sân nhà | Áo đấu sân nhà | Áo đấu sân nhà |
| -------------- | -------------- | -------------- | -------------- | -------------- |
| 2019           | 2020(1)        | 2021           | 2022           | 2023           |

| Áo đấu sân khách | Áo đấu sân khách | Áo đấu sân khách | Áo đấu sân khách |
| ---------------- | ---------------- | ---------------- | ---------------- |
| 2019             | 2020             | 2022             | 2023             |

| Áo đấu thứ 3 |
| ------------ |
| 2020         |

## Đội hình
Tính đến 16 tháng 3 năm 2025
Ghi chú: Quốc kỳ chỉ đội tuyển quốc gia được xác định rõ trong điều lệ tư cách FIFA. Các cầu thủ có thể giữ hơn một quốc tịch ngoài FIFA.
| Số | VT | Quốc gia | Cầu thủ                         |
| -- | -- | -------- | ------------------------------- |
| 1  | TM | Việt Nam | Nguyễn Thanh Tùng               |
| 2  | HV | Việt Nam | Nguyễn Văn Nhuần                |
| 3  | HV | Việt Nam | Nguyễn Văn Hạnh                 |
| 4  | HV | Việt Nam | Lâm Anh Quang                   |
| 5  | TV | Việt Nam | Đặng Văn Trâm                   |
| 6  | TV | Việt Nam | Lương Xuân Trường               |
| 7  | TV | Việt Nam | Trần Đình Tiến                  |
| 8  | TV | Việt Nam | Nguyễn Trọng Hoàng (đội trưởng) |
| 12 | HV | Brasil   | Helerson                        |
| 14 | TV | Nga      | Viktor Le                       |
| 15 | HV | Pháp     | Leygley Adou                    |
| 16 | TV | Việt Nam | Phạm Văn Long                   |
| 17 | HV | Việt Nam | Trần Văn Bửu                    |

| Số | VT | Quốc gia | Cầu thủ                   |
| -- | -- | -------- | ------------------------- |
| 18 | TĐ | Việt Nam | Vũ Quang Nam              |
| 19 | TV | Việt Nam | Nguyễn Công Thành         |
| 20 | TV | Việt Nam | Huỳnh Tiến Đạt            |
| 21 | TV | Việt Nam | Nguyễn Văn Huy            |
| 26 | TM | Việt Nam | Hồ Viết Đại               |
| 29 | TM | Việt Nam | Dương Tùng Lâm            |
| 30 | HV | Việt Nam | Vũ Viết Triều             |
| 38 | HV | Việt Nam | Võ Quốc Dân               |
| 39 | TV | Việt Nam | Huỳnh Tấn Tài             |
| 48 | TV | Việt Nam | Nguyễn Hoàng Trung Nguyên |
| 79 | HV | Việt Nam | Mai Sỹ Hoàng              |
| 88 | HV | Việt Nam | Bùi Duy Thường            |
| 94 | TĐ | Brasil   | Geovane Magno             |

## Tài trợ
- Tập đoàn Vingroup
- Tập đoàn Hoành Sơn
- Casla Quartz
- Quỹ đầu tư và phát triển tài năng bóng đá Việt Nam
- Hyundai Phạm Văn Đồng - Hà Nội
- Hyundai An Khánh - Hà Nội
- Grand Sport (nhà tài trợ áo đấu)
- Bia Nghệ Tĩnh (nhà tài trợ áo đấu 1 mùa giải 2023)

## Thành tích thi đấu

### Thành tích bóng đá trong nước
| Chú giải màu sắc | Chú giải màu sắc |
| ---------------- | ---------------- |
| Vô địch          |                  |
| Á quân           |                  |
| Hạng ba          |                  |
| Hạng tư          |                  |
| Thăng hạng       |                  |
| Tranh trụ hạng   | Thắng play-off   |
| Tranh trụ hạng   | Thua play-off    |
| Xuống hạng       |                  |

| Thành tích của Hồng Lĩnh Hà Tĩnh từ khi V.League được thành lập | Thành tích của Hồng Lĩnh Hà Tĩnh từ khi V.League được thành lập | Thành tích của Hồng Lĩnh Hà Tĩnh từ khi V.League được thành lập | Thành tích của Hồng Lĩnh Hà Tĩnh từ khi V.League được thành lập | Thành tích của Hồng Lĩnh Hà Tĩnh từ khi V.League được thành lập | Thành tích của Hồng Lĩnh Hà Tĩnh từ khi V.League được thành lập | Thành tích của Hồng Lĩnh Hà Tĩnh từ khi V.League được thành lập | Thành tích của Hồng Lĩnh Hà Tĩnh từ khi V.League được thành lập | Thành tích của Hồng Lĩnh Hà Tĩnh từ khi V.League được thành lập | Thành tích của Hồng Lĩnh Hà Tĩnh từ khi V.League được thành lập | Thành tích của Hồng Lĩnh Hà Tĩnh từ khi V.League được thành lập | Thành tích của Hồng Lĩnh Hà Tĩnh từ khi V.League được thành lập | Thành tích của Hồng Lĩnh Hà Tĩnh từ khi V.League được thành lập |
| Năm                                                             | Hạng đấu                                                        | Hạng đấu                                                        | Hạng đấu                                                        | Hạng đấu                                                        | Thành tích                                                      | St                                                              | T                                                               | H                                                               | B                                                               | Bt                                                              | Bb                                                              | Điểm                                                            |
| Năm                                                             | I                                                               | II                                                              | III                                                             | IV                                                              | Thành tích                                                      | St                                                              | T                                                               | H                                                               | B                                                               | Bt                                                              | Bb                                                              | Điểm                                                            |
| --------------------------------------------------------------- | --------------------------------------------------------------- | --------------------------------------------------------------- | --------------------------------------------------------------- | --------------------------------------------------------------- | --------------------------------------------------------------- | --------------------------------------------------------------- | --------------------------------------------------------------- | --------------------------------------------------------------- | --------------------------------------------------------------- | --------------------------------------------------------------- | --------------------------------------------------------------- | --------------------------------------------------------------- |
| 2019                                                            |                                                                 |                                                                 |                                                                 |                                                                 | Vô địch                                                         | 22                                                              | 17                                                              | 2                                                               | 3                                                               | 50                                                              | 15                                                              | 53                                                              |
| 2020                                                            |                                                                 |                                                                 |                                                                 |                                                                 | Thứ 8                                                           | 20                                                              | 4                                                               | 8                                                               | 8                                                               | 19                                                              | 24                                                              | 20                                                              |
| 2021                                                            |                                                                 |                                                                 |                                                                 |                                                                 | Mùa giải bị hủy vì COVID-19                                     | Mùa giải bị hủy vì COVID-19                                     | Mùa giải bị hủy vì COVID-19                                     | Mùa giải bị hủy vì COVID-19                                     | Mùa giải bị hủy vì COVID-19                                     | Mùa giải bị hủy vì COVID-19                                     | Mùa giải bị hủy vì COVID-19                                     | Mùa giải bị hủy vì COVID-19                                     |
| 2022                                                            |                                                                 |                                                                 |                                                                 |                                                                 | Thứ 11                                                          | 24                                                              | 5                                                               | 9                                                               | 10                                                              | 26                                                              | 33                                                              | 24                                                              |
| 2023                                                            |                                                                 |                                                                 |                                                                 |                                                                 | Thứ 8                                                           | 20                                                              | 4                                                               | 11                                                              | 5                                                               | 24                                                              | 30                                                              | 23                                                              |
| 2023–24                                                         |                                                                 |                                                                 |                                                                 |                                                                 | Thứ 13                                                          | 26                                                              | 7                                                               | 9                                                               | 10                                                              | 25                                                              | 32                                                              | 30                                                              |
| 2024–25                                                         |                                                                 |                                                                 |                                                                 |                                                                 | Thứ 5                                                           | 26                                                              | 7                                                               | 15                                                              | 4                                                               | 24                                                              | 20                                                              | 36                                                              |

### Cúp quốc gia
| Thành tích tại Giải bóng đá Cúp quốc gia | Thành tích tại Giải bóng đá Cúp quốc gia | Thành tích tại Giải bóng đá Cúp quốc gia | Thành tích tại Giải bóng đá Cúp quốc gia | Thành tích tại Giải bóng đá Cúp quốc gia | Thành tích tại Giải bóng đá Cúp quốc gia | Thành tích tại Giải bóng đá Cúp quốc gia |
| Mùa                                      | Vòng                                     | Ngày                                     | Sân vận động                             | Đối thủ                                  | Kết quả (HLHT bên trái)                  | Thành tích                               |
| ---------------------------------------- | ---------------------------------------- | ---------------------------------------- | ---------------------------------------- | ---------------------------------------- | ---------------------------------------- | ---------------------------------------- |
| 24/25                                    | Vòng loại                                | 20 tháng 10, 2024                        | Long An                                  | Long An                                  | 4-1                                      | Vòng 1/8                                 |
| 24/25                                    | Vòng 1/8                                 | 14 tháng 1, 2025                         | Hàng Đẫy                                 | Công an Hà Nội                           | 1-2                                      | Vòng 1/8                                 |
| 23/24                                    | Vòng loại                                | 26 tháng 11, 2023                        | 19 tháng 8                               | Khánh Hòa                                | 2-2(pen 4-3)                             | Vòng 1/8                                 |
| 23/24                                    | Vòng 1/8                                 | 12 tháng 3, 2024                         | Hàng Đẫy                                 | Hà Nội                                   | 1-2                                      | Vòng 1/8                                 |
| 2023                                     | Vòng loại                                | Được đặc cách vào vòng 1/8               | Được đặc cách vào vòng 1/8               | Được đặc cách vào vòng 1/8               | Được đặc cách vào vòng 1/8               | Tứ kết                                   |
| 2023                                     | Vòng 1/8                                 | 6 tháng 7, 2023                          | Hà Tĩnh                                  | Long An                                  | 3-1                                      | Tứ kết                                   |
| 2023                                     | Tứ kết                                   | 10 tháng 7, 2023                         | Quy Nhơn                                 | Topenland Bình Định                      | 1-2                                      | Tứ kết                                   |
| 2022                                     | Vòng loại                                | 5 tháng 4, 2022                          | Hà Tĩnh                                  | Nam Định                                 | 3–2                                      | Vòng 1/8                                 |
| 2022                                     | Vòng 1/8                                 | 9 tháng 4, 2022                          | Pleiku                                   | Hoàng Anh Gia Lai                        | 0–0 (pen 3–5)                            | Vòng 1/8                                 |
| 2021                                     | Vòng loại                                | 23 tháng 4, 2021                         | Hà Tĩnh                                  | Công an Nhân dân                         | 4–2                                      | Vòng 1/8 (hủy)                           |
| 2021                                     | Vòng 1/8                                 | 17 tháng 1, 2022                         | Thống Nhất                               | Thành phố Hồ Chí Minh                    | Hủy                                      | Vòng 1/8 (hủy)                           |
| 2020                                     | Vòng loại                                | 25 tháng 5, 2020                         | Hà Tĩnh                                  | Xi măng Fico – YTL Tây Ninh              | 2–1                                      | Tứ kết                                   |
| 2020                                     | Vòng 1/8                                 | 31 tháng 5, 2020                         | Tam Kỳ                                   | Quảng Nam                                | 1–0                                      | Tứ kết                                   |
| 2020                                     | Vòng tứ kết                              | 12 tháng 9, 2020                         | Hà Tĩnh                                  | Than Quảng Ninh                          | 2–3                                      | Tứ kết                                   |
| 2019                                     | Vòng loại                                | 31 tháng 3, 2019                         | Tự Do                                    | Huế                                      | 1–0                                      | Vòng 1/8                                 |
| 2019                                     | Vòng 1/8                                 | 30 tháng 6, 2019                         | Hàng Đẫy                                 | Hà Nội                                   | 1–3                                      | Vòng 1/8                                 |

## Danh hiệu chính thức
- V.League 2:
  -  Vô địch: 2019